# Calanhel
Calanhel (bretonisch Kalanel) ist eine französische Gemeinde mit 236 Einwohnern (Stand: 1. Januar 2022) im Département Côtes-d’Armor in der Region Bretagne. Sie gehört zum Arrondissement Guingamp und zum Kanton Callac. Die Einwohner werden Calanhelois(es) genannt.

## Geographie
Calanhel liegt etwa 53 Kilometer westlich von Saint-Brieuc.

## Bevölkerungsentwicklung

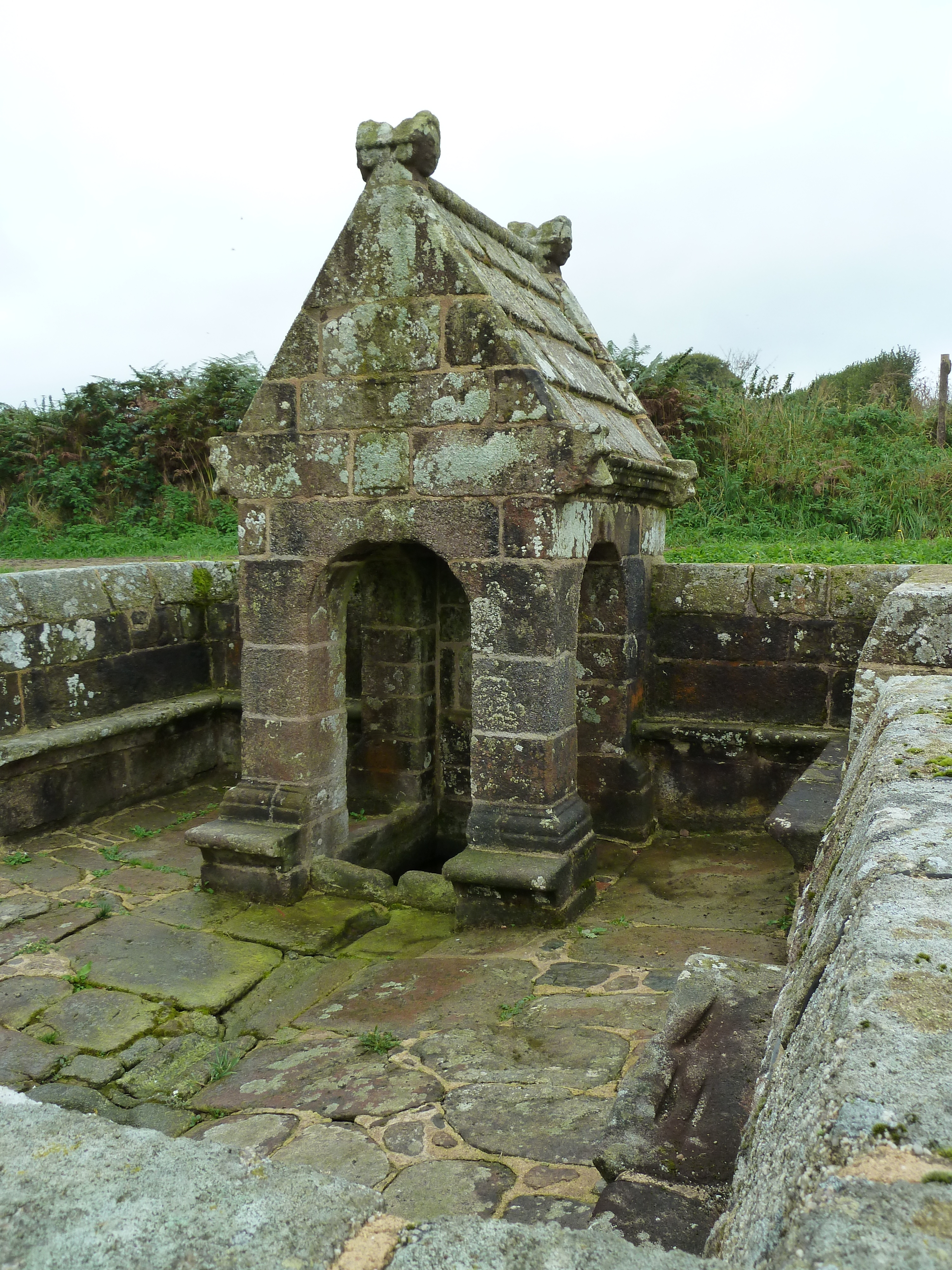
Denkmalgeschützter Brunnen Saint-Maur

| Calanhel: Einwohnerzahlen von 1793 bis 2016                                                                                | Calanhel: Einwohnerzahlen von 1793 bis 2016 | Calanhel: Einwohnerzahlen von 1793 bis 2016 | Calanhel: Einwohnerzahlen von 1793 bis 2016 | Calanhel: Einwohnerzahlen von 1793 bis 2016 |
| --- | ------------------------------------------- | ------------------------------------------- | ------------------------------------------- | ------------------------------------------- |
| Jahr |                                             |                                             |                                             | Einwohner                                   |
| 1793 | 1793                                        |                                             | 617                                         | 617                                         |
| 1800 | 1800                                        |                                             | 553                                         | 553                                         |
| 1806 | 1806                                        |                                             | 730                                         | 730                                         |
| 1821 | 1821                                        |                                             | 767                                         | 767                                         |
| 1831 | 1831                                        |                                             | 722                                         | 722                                         |
| 1836 | 1836                                        |                                             | 840                                         | 840                                         |
| 1841 | 1841                                        |                                             | 808                                         | 808                                         |
| 1846 | 1846                                        |                                             | 926                                         | 926                                         |
| 1851 | 1851                                        |                                             | 935                                         | 935                                         |
| 1856 | 1856                                        |                                             | 891                                         | 891                                         |
| 1861 | 1861                                        |                                             | 896                                         | 896                                         |
| 1866 | 1866                                        |                                             | 969                                         | 969                                         |
| 1872 | 1872                                        |                                             | 975                                         | 975                                         |
| 1876 | 1876                                        |                                             | 973                                         | 973                                         |
| 1881 | 1881                                        |                                             | 1.035                                       | 1.035                                       |
| 1886 | 1886                                        |                                             | 1.127                                       | 1.127                                       |
| 1891 | 1891                                        |                                             | 1.055                                       | 1.055                                       |
| 1896 | 1896                                        |                                             | 1.039                                       | 1.039                                       |
| 1901 | 1901                                        |                                             | 1.026                                       | 1.026                                       |
| 1906 | 1906                                        |                                             | 1.017                                       | 1.017                                       |
| 1911 | 1911                                        |                                             | 1.001                                       | 1.001                                       |
| 1921 | 1921                                        |                                             | 1.005                                       | 1.005                                       |
| 1926 | 1926                                        |                                             | 982                                         | 982                                         |
| 1931 | 1931                                        |                                             | 834                                         | 834                                         |
| 1936 | 1936                                        |                                             | 794                                         | 794                                         |
| 1946 | 1946                                        |                                             | 759                                         | 759                                         |
| 1954 | 1954                                        |                                             | 668                                         | 668                                         |
| 1962 | 1962                                        |                                             | 585                                         | 585                                         |
| 1968 | 1968                                        |                                             | 522                                         | 522                                         |
| 1975 | 1975                                        |                                             | 422                                         | 422                                         |
| 1982 | 1982                                        |                                             | 362                                         | 362                                         |
| 1990 | 1990                                        |                                             | 318                                         | 318                                         |
| 1999 | 1999                                        |                                             | 264                                         | 264                                         |
| 2006 | 2006                                        |                                             | 255                                         | 255                                         |
| 2011 | 2011                                        |                                             | 239                                         | 239                                         |
| 2016 | 2016                                        |                                             | 211                                         | 211                                         |
| Quelle(n): EHESS/Cassini bis 1999, INSEE ab 2006 Anmerkung(en): Ab 1962 offizielle Zahlen ohne Einwohner mit Zweitwohnsitz |                                             |                                             |                                             |                                             |

## Sehenswürdigkeiten
- Dorfbrunnen Saint-Maur aus dem Jahr 1717; seit 1927 als Monument historique klassifiziert[3]
- Dorfkirche Saint-Vincent Ferrier aus dem Jahr 1891, mit Taufbecken
- Kapelle Saint-Maur aus dem Jahr 1778
- Herrenhaus Manoir von Kergadou aus dem 18. Jahrhundert
- Drei Mühlen
- Menhir von Kerudu
- Denkmal für die Gefallenen[4]

Quelle: